# Serra do Mulungu
A Serra do Mulungu é uma serra brasileira localizada no estado do Rio Grande do Norte. Localiza-se há 5 km da zona urbana do município de São João do Sabugi. Destaca-se pela sua altitude, que ultrapassa os 500 metros.
É um grande complexo rochoso geológico, que se destaca pela elevação que tem em relação as outras cadeias montanhosas da região. Alguns populares consideram a serra um local santo e realizam cerimônias religiosas em seu cume.
O nome "serra do Mulungu", tem origem num poço que existia ao pé da serra, e perto havia um pé de Mulungú. O local era utilizado como parada de vaqueiros e ponto de encontro de tropeiros. No cume da serra há uma cruz de madeira. Atualmente é a terceira cruz colocada no lugar em substituição às anteriores que se degradaram com a ação do tempo. A primeira cruz foi colocado no início do século passado por pagamento de promessas.

## Galeria

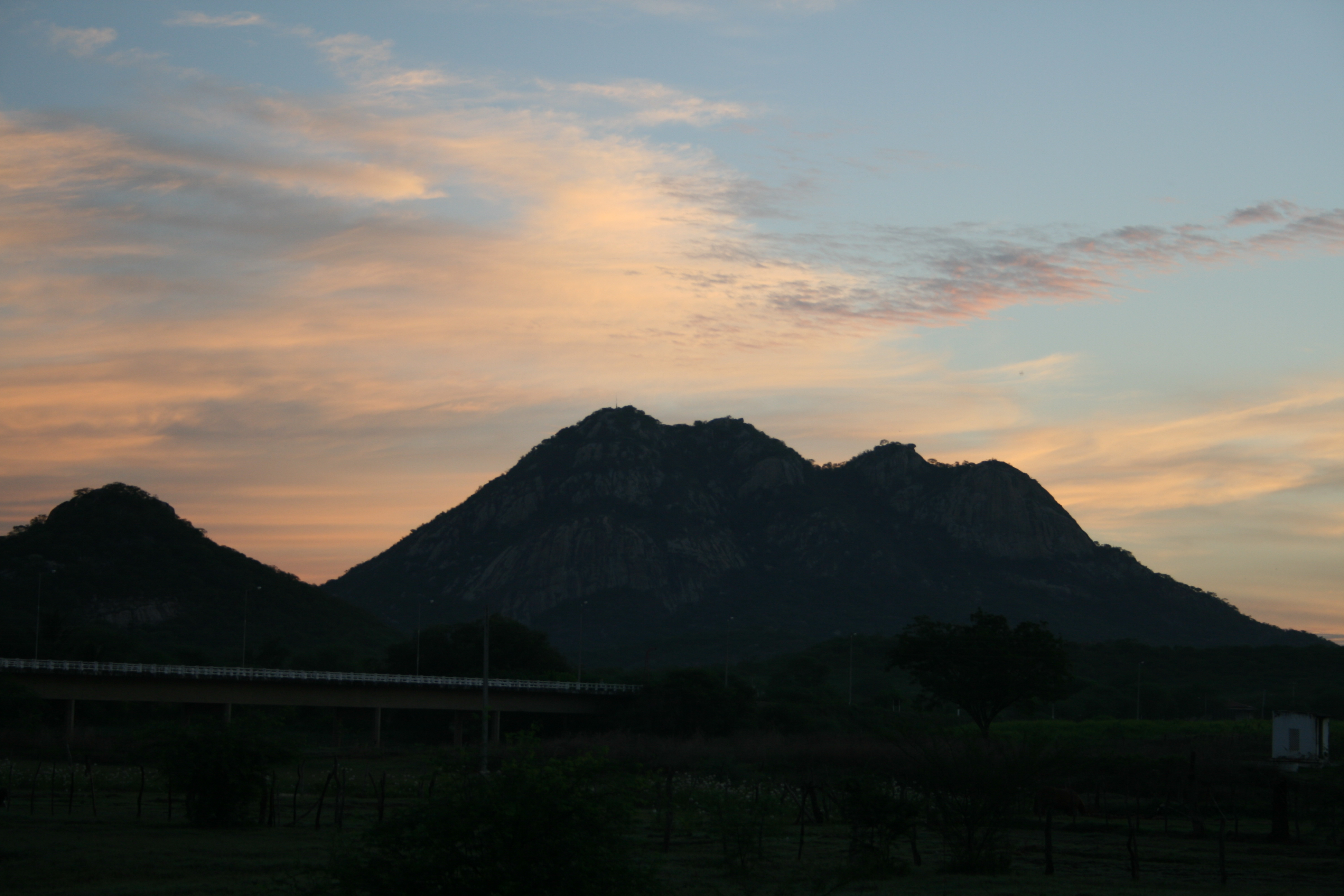
Serra do Mulungu ao entardecer
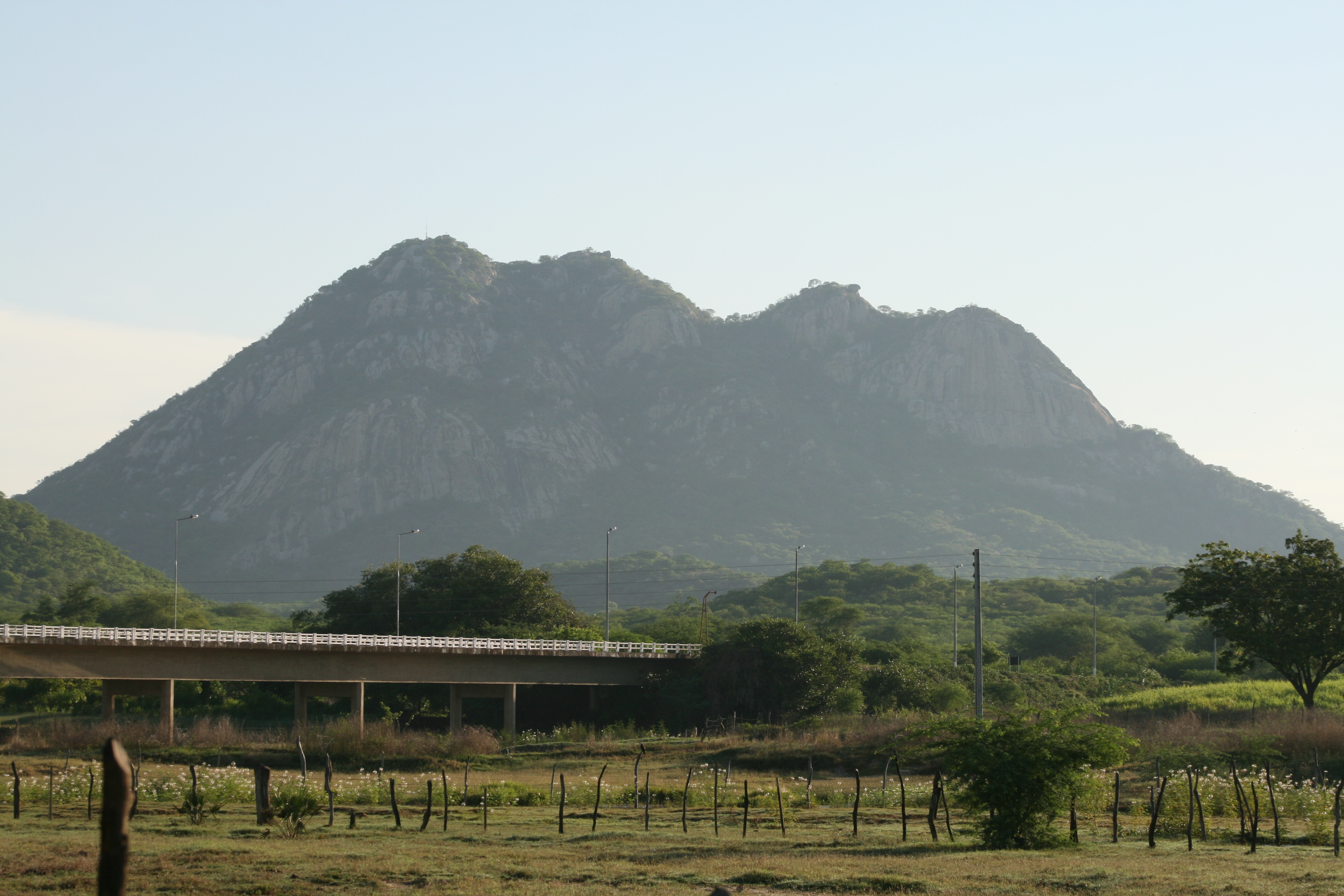
Serra do Mulungu, localizada em São João do Sabugi
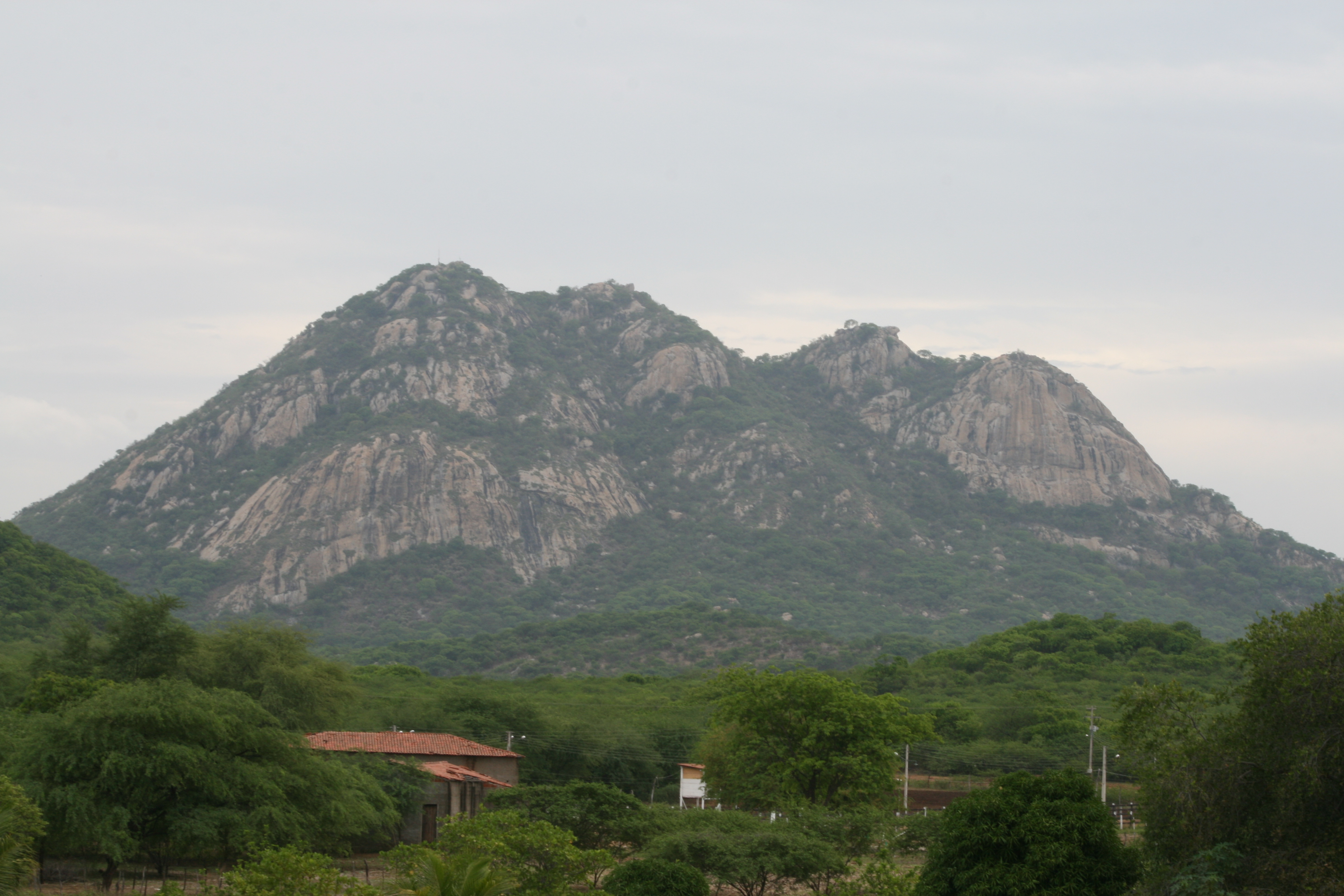
Serra do Mulungu
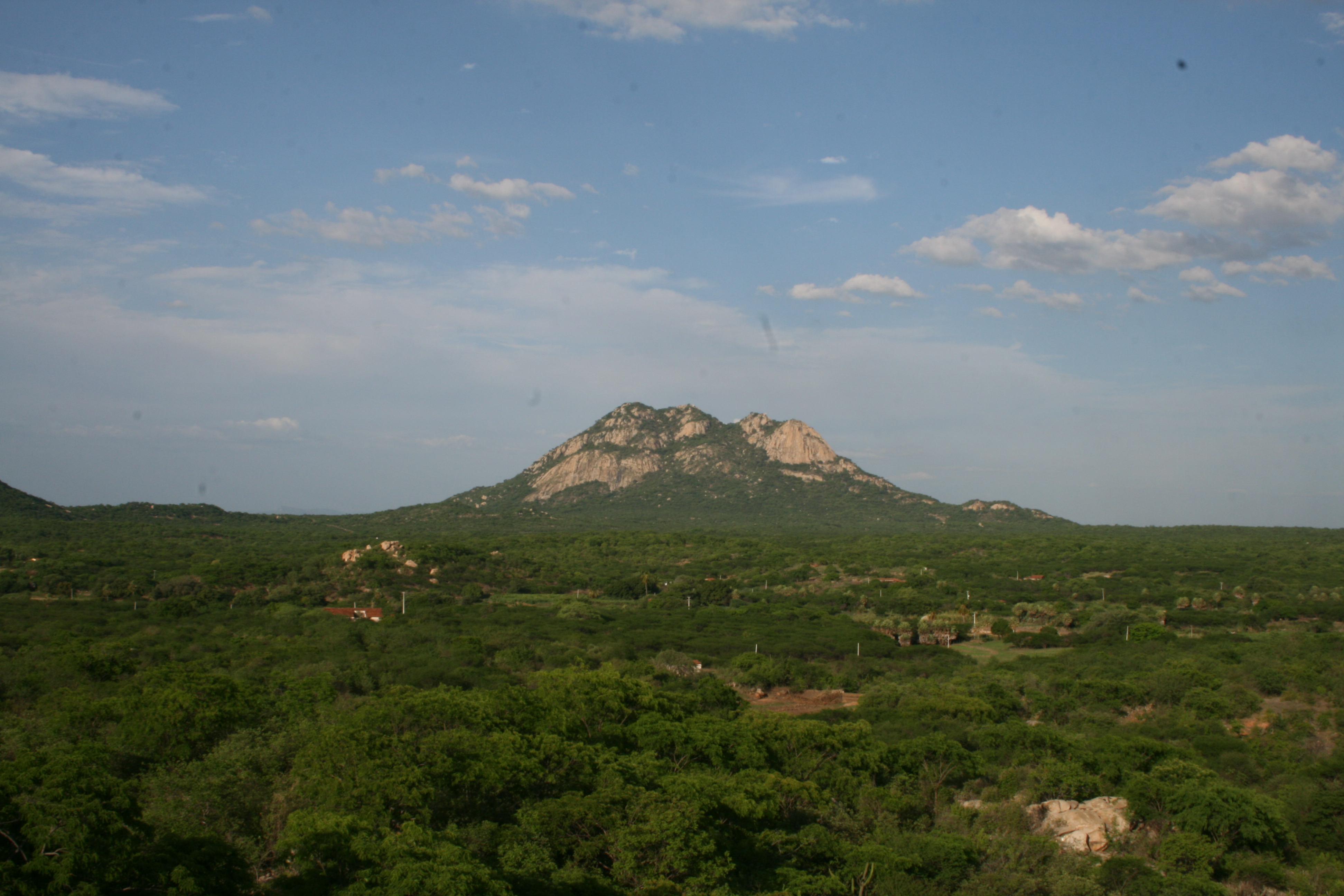
Serra do Mulungu no estado do Rio Grande do Norte
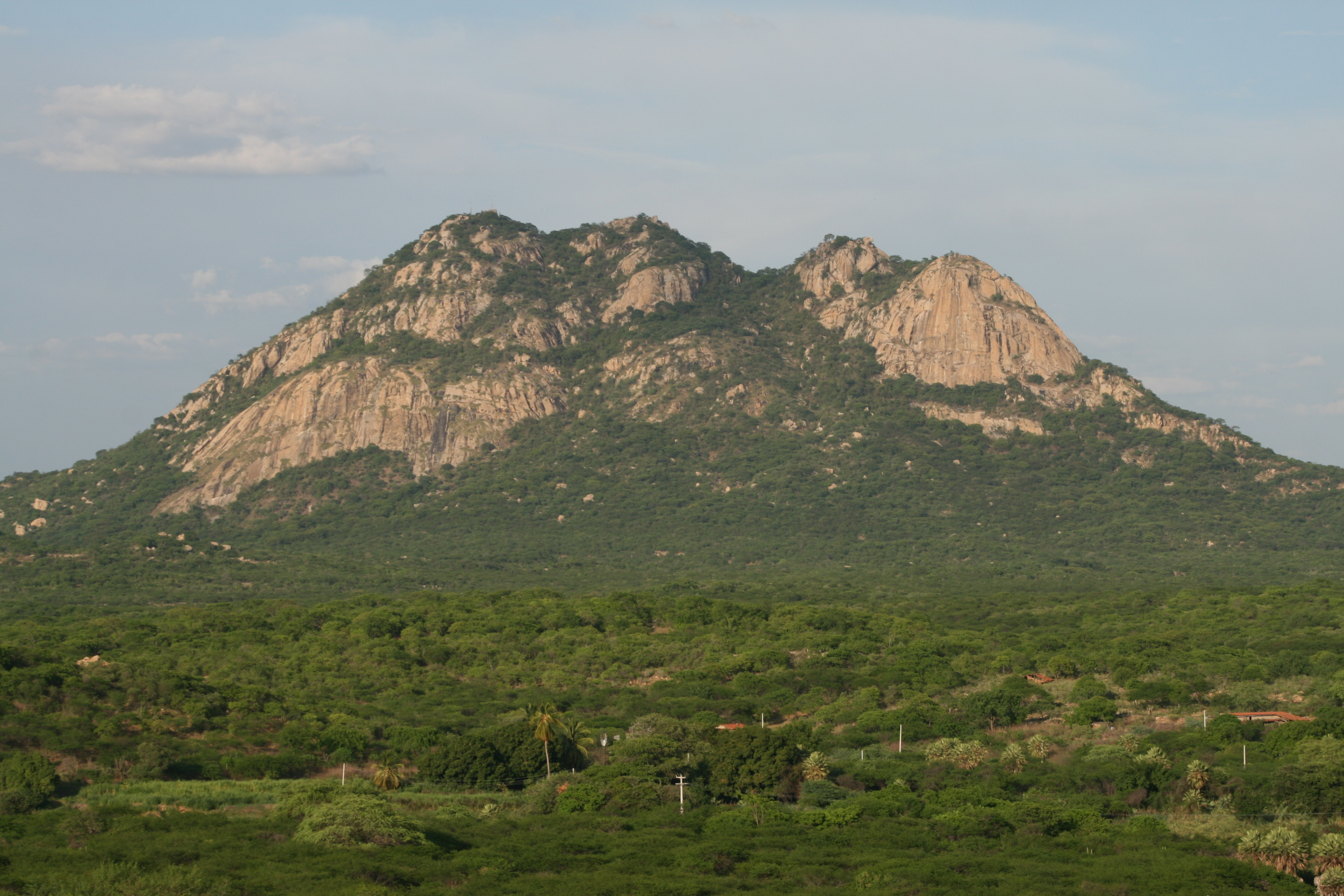
Serra do Mulungu
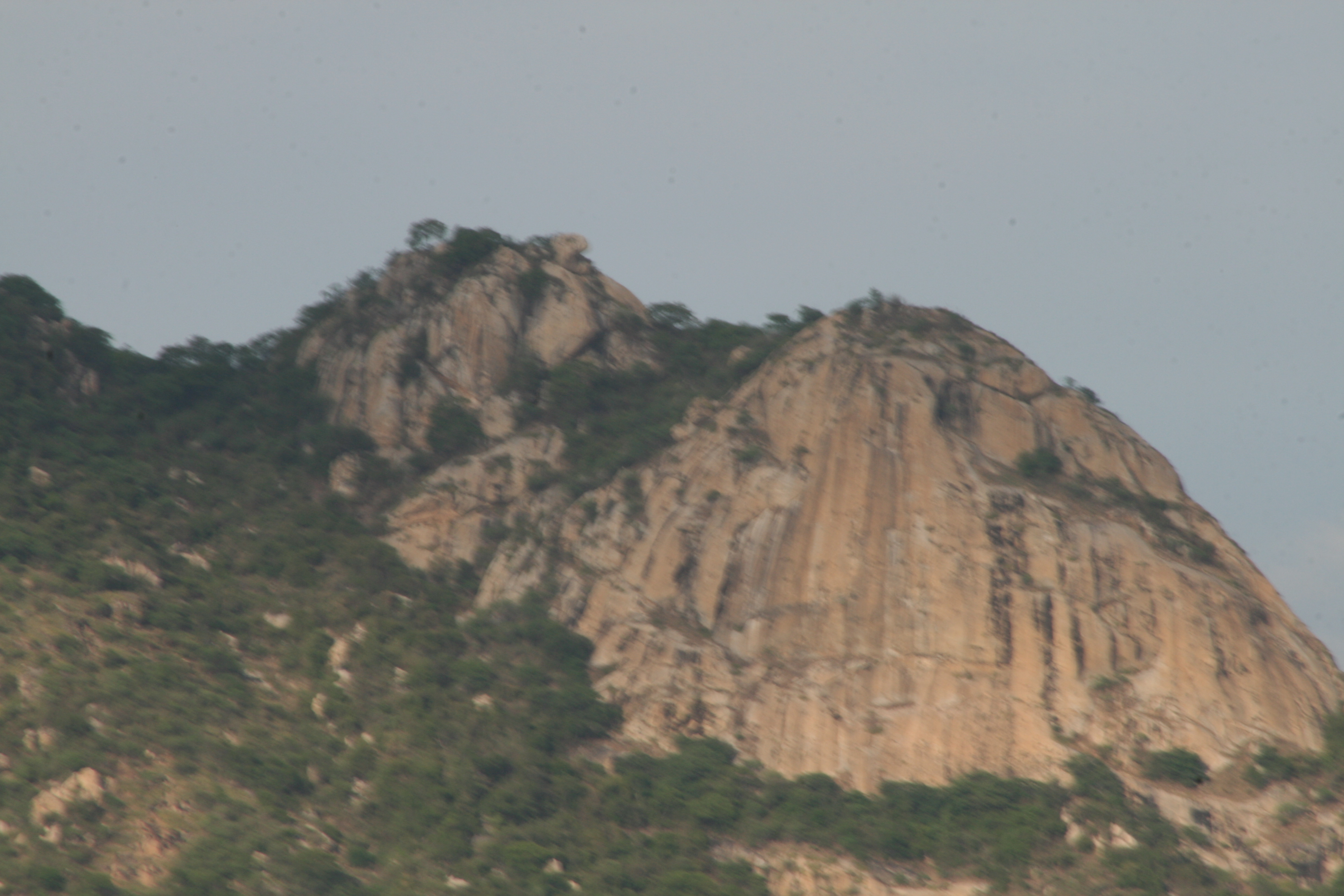
Serra do Mulungu em São João do Sabugi
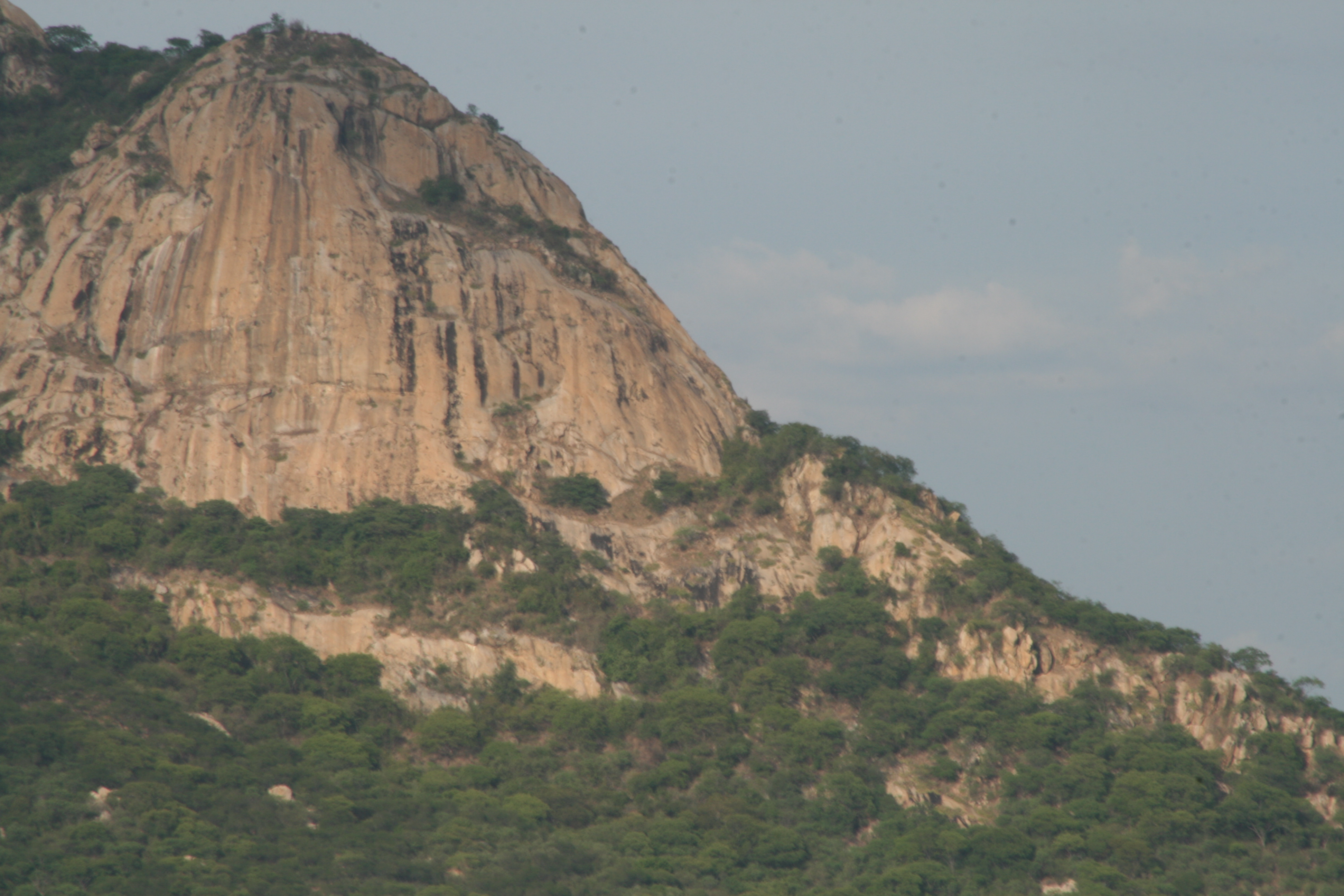
Maciço rochoso da Serra do Mulungu